# Municipio de California (condado de Madison)
El municipio de California (en inglés: California Township) es un municipio ubicado en el condado de Madison en el estado estadounidense de Arkansas. En el año 2010 tenía una población de 1303 habitantes y una densidad poblacional de 5,92 personas por km².

## Geografía
El municipio de California se encuentra ubicado en las coordenadas 36°15′19″N 93°46′13″O / 36.25528, -93.77028. Según la Oficina del Censo de los Estados Unidos, el municipio tiene una superficie total de 220.24 km², de la cual 219,75 km² corresponden a tierra firme y (0,22 %) 0,48 km² es agua.

## Demografía
Según el censo de 2010, había 1303 personas residiendo en el municipio de California. La densidad de población era de 5,92 hab./km². De los 1303 habitantes, el municipio de California estaba compuesto por el 96,85 % blancos, el 0,54 % eran amerindios, el 0,54 % eran asiáticos y el 2,07 % eran de una mezcla de razas. Del total de la población el 1,23 % eran hispanos o latinos de cualquier raza.